# Natsuki Sumeragi
Natsuki Sumeragi (皇名月, Sumeragi Natsuki, 皇なつき) est une auteur de bande dessinée japonaise née le 21 août 1967 à Osaka au Japon. 

## Biographie
Elle fait des études universitaires en littérature japonaise à l'Université de Ritsumeikan.
Pour ses manga, elle signe avec son prénom écrit en hiragana : 皇なつき.

## Style
Son dessin est élégant et un soin particulier est apporté aux vêtements comme à la tapisserie ou au mobilier dans le but de replacer les histoires dans leur contexte historique et culturel. Passionnée par la Corée et la Chine, elle situe souvent ses manga dans ces deux pays et plante la narration autour d'événements majeurs ou lors de bouleversement de la vie quotidienne.
Plutôt que de l'ombrage, elle utilise des lignes obliques afin de donner de la profondeur aux images.

## Œuvre
- 1991 : La Voix des fleurs (花情曲(はなのこえ), Hana no Koe?), pré-publié dans le magazine Fantasy DX et Rekishi Romance DX ; 1 volume chez Kadokawa Shoten, puis chez Ushio Shuppansha[BU 1].
- 1992 : Romance d'outre-tombe (梁山伯と祝英台, Ryousanpaku to Shukueidai?), pré-publié dans le magazine Mystery DX  ; 1 volume chez Kadokawa Shoten, puis chez Ushio Shuppansha[BU 2].
- 1993 : Intrigues au pays du matin calme (李朝・暗行記(りちょうあんぎょうき), Richou Angyouki?), pré-publié dans le magazine Mystery DX  ; 1 volume chez Kadokawa Shoten, puis chez Ushio Shuppansha[BU 3].
- 1995 : Pékin, années folles
- 1998 : Un destin clément